# Bad Liebenwerda
Bad Liebenwerda er en kurby i landkreis Elbe-Elster, in den sydvestlige del af tyske delstat Brandenburg. Den ligger ved floden Schwarze Elster, 57 km nordvest for Dresden, og 28 km øst for Torgau.
Nabobyer og kommuner til Bad Liebenwerda er Elsterwerda, Mühlberg, Uebigau-Wahrenbrück, Röderland og Elsterland. Over grænsen til Sachsen grænser Bad Liebenwerda kommunerne Nauwalde og Zeithain.
Byen er opdelt i følgende bydele:
Burxdorf, Dobra, Kosilenzien, Kröbeln, Langenrieth, Lausitz, Maasdorf, Möglenz, Neuburxdorf, Oschätzchen, Prieschka, Thalberg, Theisa, Zeischa og Zobersdorf.

## Historie
Byen er kendt i 1231 som Lievenwerde, og er nævnt med navnet Liebenwerda som en by i 1304. Liebenwerda var en del af Kurfyrstendømmet Sachsen and Kongeriget Sachsen til 1815. Efter Wienerkongressen blev området en del af Preussen Landkreis Liebenwerda. I 1905 fik Liebenwerda et kursted og i 1925 blev Bad for kurby føjet til navnet Liebenwerda, så det blev Bad Liebenwerda.
- Bad Liebenwerda set fra Lubwartturm
- Lubwartturm er den ældste bygning i byen fra omkring 1207 da den var en del af slottet.
- Torvet "Rossmarkt"

- Wikimedia Commons har flere filer relateret til Bad Liebenwerda